# Region Adrar

Adrar in Mauretanien
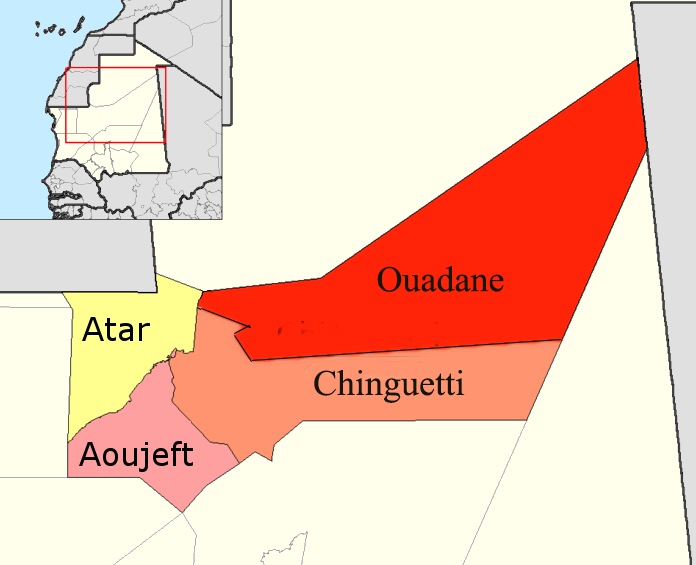
Départements in Adrar

Adrar (arabisch ولاية أدرار, DMG Wilāyat Adrār) ist eine Verwaltungsregion von Mauretanien. Die Region wird geographisch geprägt vom Hochland des Adrar-Plateaus.
Adrar bedeutet in Berbersprachen „Berggebiet“; die Bezeichnung Adrar Temar dient zur Unterscheidung des weiter östlich in der Sahara gelegenen Bergmassivs Adrar des Ifoghas. Die Hauptstadt der Region ist Atar, weitere Städte sind Choum, Chinguetti und Ouadane. Adrar gliedert sich in die vier Départements Atar, Aoujeft, Ouadane und Chinguetti.
Sie grenzt im Norden an die Westsahara und an Tiris Zemmour, im Osten an Mali und Hodh Ech Chargui, im Süden an Tagant und Trarza und im Westen an Inchiri und Dakhlet Nouadhibou.
Die Bevölkerungszahl der Region hat in den Jahren 2000 bis 2023 von 69.542 auf 71.623 Einwohner zugenommen.

## Geschichte
Ab der Mitte des 15. Jahrhunderts wurde erstmals über Dörfer im Adrar berichtet. Das Gebiet lag im Zentrum des Siedlungsraumes der Sanhadscha, der sich von Südmarokko bis zum Flusstal des Senegal erstreckte. Der Portugiese Duarte Pacheco Pereira berichtete 1506–08, dass es neben dem, nach der Legende bereits Mitte des 12. Jahrhunderts gegründeten Ort Wādān (Ouadane) die Dörfer Šinqīt (Chinguetti), Tynyguuhy (Tinigi, das bis ins 17. Jahrhundert bestand) und Marzy gegeben habe. Der letztgenannte Ort konnte bisher nicht identifiziert werden.

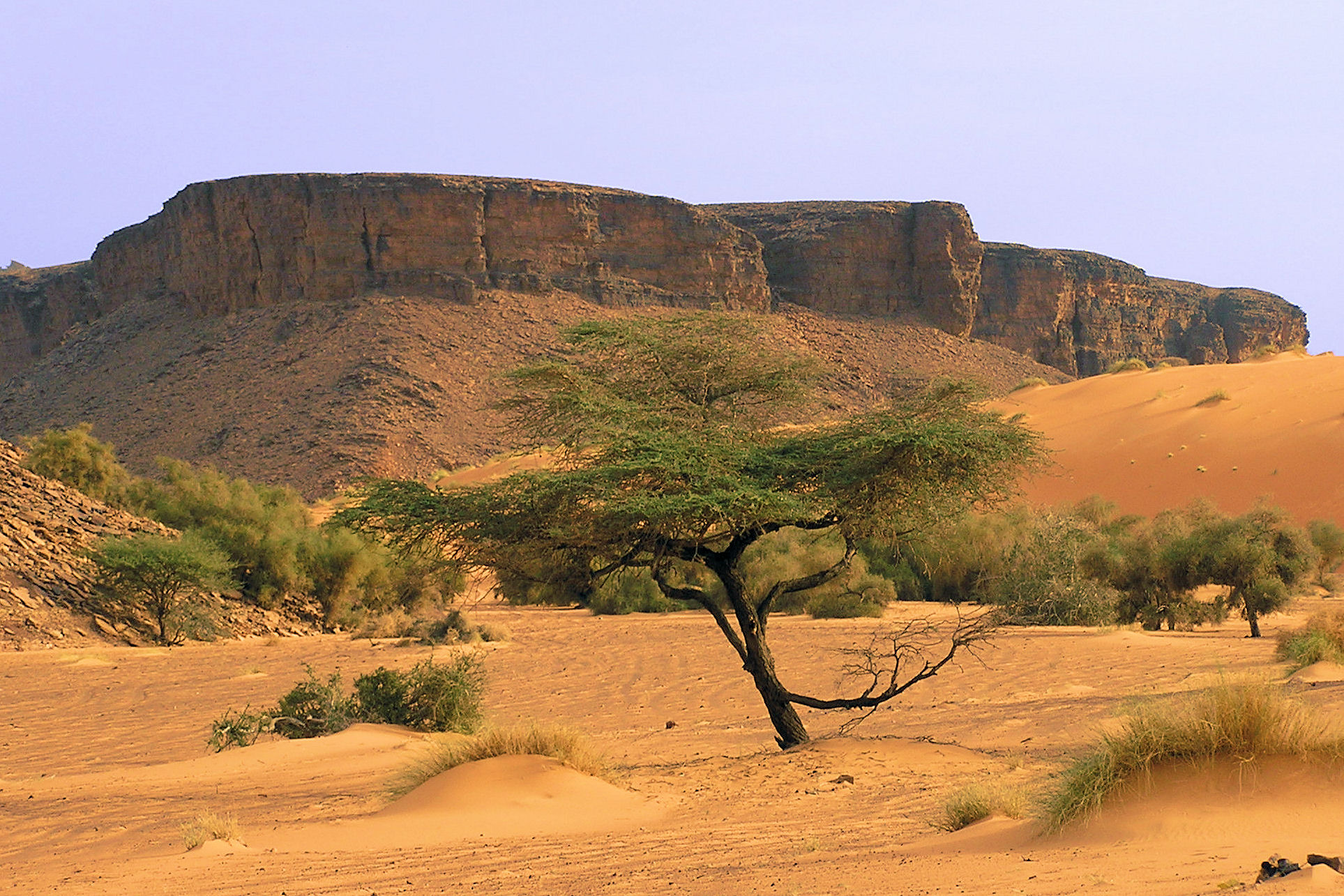
Sanddünen (Erg) mit Akazien

Zu Beginn des 18. Jahrhunderts entstand das Emirat von Adrar aus der politischen Einheit der zwei Stämme Awlād Ammani und Awlād Agchar. Es ist auch als Emirat von Ahya min Uthman bekannt, benannt nach der Gruppe der Stämmen Hassans, die das Emirat bildeten. Der kriegerischste Stamm dieses Emirates, den man oft im Zentrum der Macht wiederfindet und der die emiratischen Hinterlassenschaften regelt, ist der Stamm Awlād Gaylan. Der Adrar war bis ins 20. Jahrhundert eines der stärksten Emirate der Region und lange Zeit die unerreichbare Burg der Mauren und das Zentrum der Unabhängigkeitskämpfer um Ma el-Ainin gegen die französischen Kolonialmacht.
Neben den kriegerischen Stämmen spielten religiöse Stämme in der Bildung, der Politik, der Landwirtschaft und im Handel wichtige Rollen u. a. die Idawali, Idawalhaj, Ismacid, Kenta, Ahel Shayh Mohamed Fadel und andere, die größtenteils in den Oasen ihren Aktivitäten nachgingen.
Das Emirat hatte seinen Höhepunkt im 19. Jahrhundert unter Ahmed Ould M'Hammed und wurde im Jahre 1933 von den französischen Kolonialisten aufgelöst.

## Meteoriten
In der Region wurden seit 1920 drei Meteoriten gefunden. Sie wurden unter den offiziellen Bezeichnungen Chinguetti, NWA 1717 und Zerga registriert. Hinzu kommt der rund drei Millionen Jahre alte Einschlagkrater Aouelloul.

## Persönlichkeiten der Region
- Al-Imam al-Hadrami (11. Jahrhundert); vollständig Abu Bakr ibn al-Hasan al-Muradi al-Hadrami; Denker, Theologe, Dichter und Mitbegründer der Almoraviden, war Richter und Gouverneur von Azougui (ausgestorbene Stadt bei Atar) und schrieb mehrere Bücher über Religion und Politik. Sein bekanntestes Werk as-Siyāsa au al-Ischāra fī Tadbīr al-Imāra (السياسة أو الإشارة في تدبير الإمارة) war die Grundlage für die Politik der Almoraviden und der späteren Dynastien in Nord- und Westafrika.
- Emir Ahmed Ould M'hammed: der gerechte Emir, wie ihn seine Untertanen nannten, regierte 1871 bis 1891.
- Emir Sid'Ahmed Ould Aida: Er regierte 1905 bis 1932 und war der letzte offizielle Emir von Adrar. Er wurde mehrfach von den Franzosen abgesetzt, kam dank seines Verhandlungsgeschicks aber immer wieder zurück. Er führte mehrere Operationen gegen die Kolonialisten (Tidjikja, L'Amessaga, Amatil, Hamdoun, Kseir Torchane, Ouadane etc.) und wurde von Oberst Pateys Armee am 13. Januar 1912 in Tichitt gefangen genommen. Er setzte seine Auseinandersetzungen mit den Franzosen bis zu seiner Hinrichtung nach einer langen Verfolgungsjagd am 18. März 1932 in Wedjan El-Kharroub fort.
- Maouya Ould Taya (* 1941 (nach anderen Angaben 1943)): Präsident der Republik vom 12. Dezember 1984 bis zum 3. August 2005.